# Агентство развития медиа Азербайджана
Агентство развития медиа Азербайджана (азерб. Medianın İnkişafı Agentliyi) — государственный орган Азербайджана, осуществляющий политику в области развития медиа (СМИ) в Азербайджане.

## История
Создано 12 января 2021 года. Агентство создано на базе Фонда государственной поддержки развития средств массовой информации при Президенте АР.

## Структура
Органы управления Агентства — Наблюдательный совет и Исполнительный директор. Назначаются и освобождаются от должности президентом АР.

## Функции
Цели: поддержка развития медиа, подготовка специалистов в области медиа, организация повышения квалификации в области медиа.
Направления деятельности
- обеспечение развития медиа

Функции
- подготовка и проведение нормативно-правовых актов, концепций развития, целевых программ в сфере развития медиа
- содействие экономической независимости СМИ
- принятие мер к повышению ответственности, профессионализма журналистов
- проведение мероприятий, способствующих подготовке специалистов и повышению квалификации в области СМИ
- стимулирование субъектами медиа изучения иностранного опыта в области СМИ
- подготовка и публикация материалов, способствующих просвещению населения, привлечению общественного внимания к актуальным вопросам
- проведение конкурсов на подготовку аудиовизуальной продукции
- вынесение предупреждений, подача исков в суд о приостановлении деятельности и распространения продукции субъектами СМИ, нарушающими положения закона О меда.
- принятие мер в соответствии с административным кодексом при обнаружении административных правонарушений печатными и онлайн СМИ
- сообщение сведений в соответствующие государственные органы при обнаружении признаков преступления в действии печатных и онлайн СМИ
- ведение реестра медиа
- выдача свидетельств о регистрации в медиареестре, удостоверений журналистов
- публикация сведений на официальной интернет-странице об исключении медиа и журналистов из реестра

Агентство вправе осуществлять заказ социальной рекламы.

## Деятельность
С 3 по 8 декабря 2023 года Агентство приняло участие в 5-м Всемирном медиасаммите (Гуанчжоу, Китай).
5 апреля 2024 года Агентство объявило конкурс среди наземных телевещателей на производство и трансляцию аудиовизуальной продукции на темы: история государственности Азербайджана; национальные традиции и семейные ценности; наука и культура; новые направления идеологии азербайджанства – продвижение национальной идеи; развитие национального самосознания, нравственных ценностей и чувства патриотизма у молодого поколения; научно-массовая, культурно-просветительская, образовательная работа; экология и охрана окружающей среды; физическое и духовное развитие детей и молодежи.